# Väinö Siikaniemi

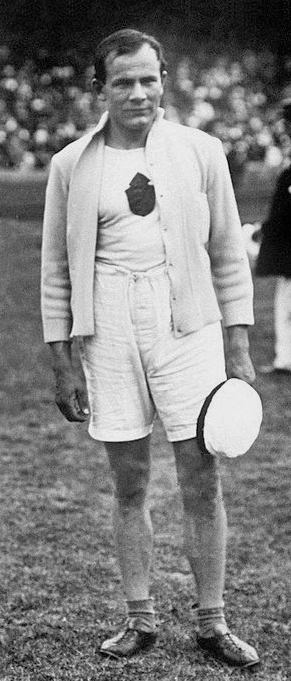
Siikaniemi vid Olympiska spelen i Stockholm 1912.

Väinö William Siikaniemi, född Siegberg 27 mars 1887 i Hollola, död 24 augusti 1932 i Helsingfors, var en finländsk sångtextförfattare, journalist och spjutkastare. Mest känd är Siikaniemi som författare till valsen Emma, som inspelats av bland andra Ture Ara.
Siikaniemi utbildade sig till filosofie magister i naturvetenskap med inriktning på kemi. Efter att en tid arbetat som lärare sadlade han om till journalist och kåsör, och var i det yrket särskilt sysselsatt med musikaliska teman. Vid olympiska sommarspelen i Stockholm 1912 vann han silver i spjutkastning. Siikaniemi var gift med sångerskan Olga Siikaniemi, syster till Toivo Kuulas hustru Alma. Kort efter hustruns bortgång i augusti 1932 insjuknade Siikaniemi i lunginflammation och avled några dagar därefter.
Under grammofonfeberns 1920-tal nådde några av Siikaniemis sånger stora framgångar på skivmarknaden. Hans Asfalttikukka ("Asfaltblomman"), till vilken Ernst Pingoud komponerade melodin, spelades in av Ture Ara och Suomi Jazz Orkesteri 1928 och fick höga försäljningssiffror. Valsen Emma, som också spelades in av Ara 1928, såldes i uppemot 30 000 exemplar, vilket var den dittills största skivframgången i Finland.

## Sångförfattningar[8]
- Asfalttikukka
- Emma
- Hawaiji
- Keitaani
- Suon laulu
- Suvirannalla